# Forêt nationale de Cristópolis
La forêt nationale de Cristópolis (portugais : Floresta Nacional de Cristópolis) est une forêt nationale brésilienne. Elle se situe dans la région Nord-Est, dans l'État du Bahia.
Le parc fut créé en 2001 et couvre une superficie de 12 840,31 hectares.